# Callicostella perpapillata
Callicostella perpapillata là một loài rêu trong họ Pilotrichaceae. Loài này được Broth. & P. de la Varde mô tả khoa học đầu tiên năm 1925.